# 罗溪镇 (常州市)
罗溪镇，是中华人民共和国江苏省常州市新北区下辖的一个乡镇级行政单位。2020年7月，变更罗溪镇人民政府驻地。将罗溪镇人民政府驻地由罗墅湾居委会境内迁移至空港居委会境内，办公地址为通达路99号。

## 行政区划
罗溪镇下辖以下地区：
汤庄社区、同心同德社区、溪中社区、肖巷村、谢庄村、包家村、王下村、四霍庄村、健康村、窑井村、龙珠山村、高巷村、邱庄村、彭家村、温寺村、南站村、溪东村、溪南村、灯塔村、鸦鹊村、幸福村和机电园社区。